# Matthias T. J. Grimme

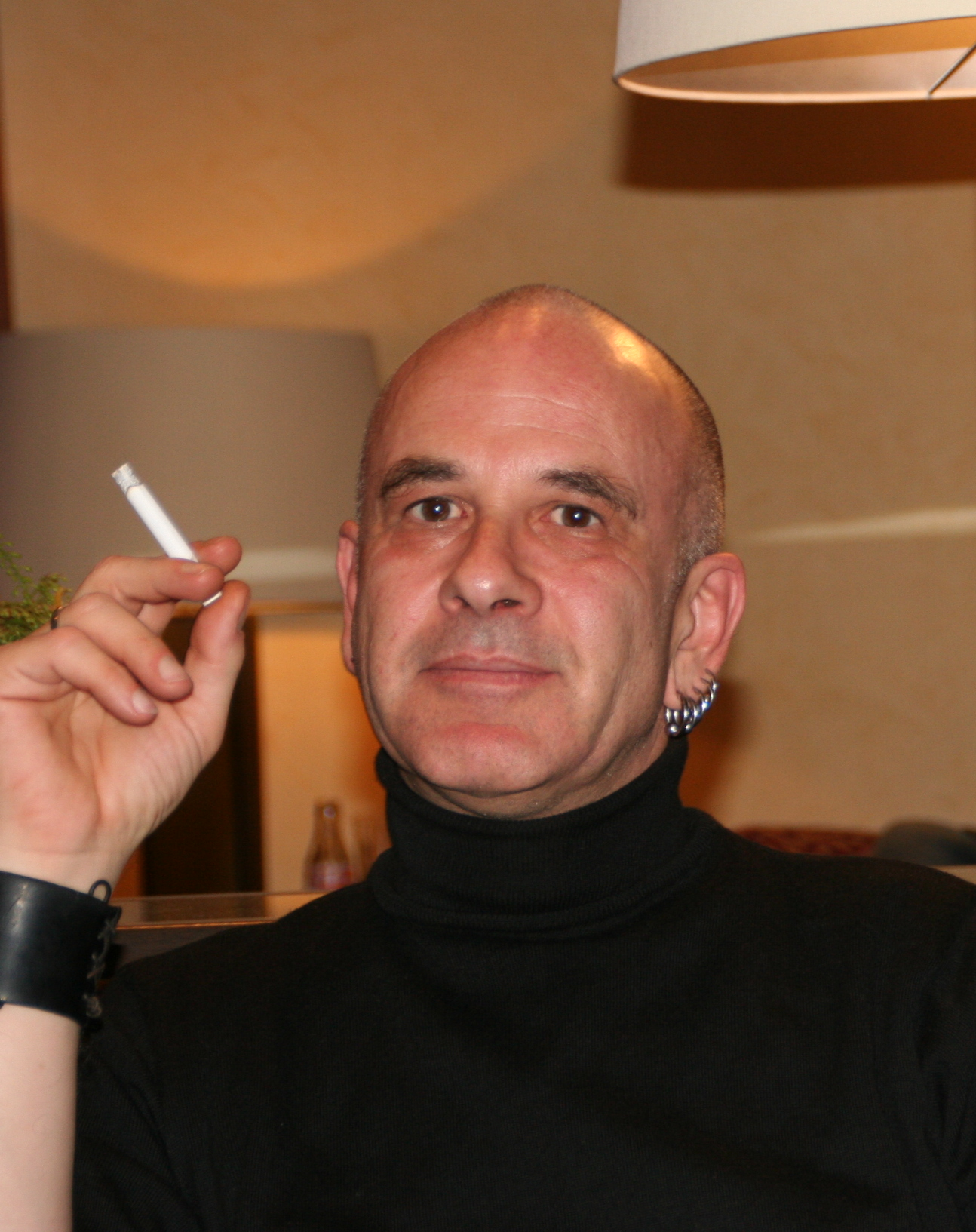
Matthias T. J. Grimme

Matthias T. J. Grimme (* 24. Juni 1953 in Hamburg), auch bekannt unter dem Künstlernamen Tatsu Otoko (japanisch 竜男 „Drachenmann“), ist ein deutscher Autor, Verleger sadomasochistischer Literatur und Zeitschriften, Fotograf und Fesselkünstler japanisch inspirierter Bondage.

## Leben und Werk
Grimme, ein gelernter Krankenpfleger, studierte Sozialwissenschaften und arbeitete 15 Jahre mit psychisch kranken Menschen. Acht Jahre arbeitete er mit Männergruppen, war in den 1980er Jahren Mitorganisator des Hamburger Männer-Cafés sowie Mitveranstalter der ersten drei Hamburger Männertreffen.
Er veröffentlichte diverse Texte in Sammelbänden und verschiedene Werke zu den Themen BDSM beziehungsweise Fetisch und Bondage. Darunter werden insbesondere Das SM-Handbuch und Das Bondage-Handbuch als grundlegende Werke der deutschsprachigen SM-Szene häufig zitiert. Neben seiner Arbeit als Autor ist er Verleger der auflagenstärksten, regelmäßig erscheinenden Zeitschrift der sadomasochistischen Subkultur, der Schlagzeilen. Er ist Mitbesitzer des auf BDSM- und Fetischliteratur spezialisierten Charon-Verlages, in dem er die Textredaktion sowie Autoren und Fotografen betreut und am Beratungstelefon zu erreichen ist.
Grimme ist einer der wenigen international bekannten deutschen Fesselkünstler und hat neben seinem Erscheinen in mehreren im deutschen Fernsehen ausgestrahlten Dokumentarfilmen (z. B. 1994 in Das soll Liebe sein? in der ARD-Reportage-Serie Unter deutschen Dächern) auch in verschiedenen eigenen und fremden Bondage-Produktionen mitgewirkt (z. B. in einem vom Charon-Verlag herausgegeben fünfteiligen Bondage-Workshop). Beginnend im Jahr 2000 besuchte Grimme wiederholt Tokio, wo er diverse Bondage-Meister kennenlernte: Eikichi Osada, Akechi Denki, Chiba Sensei, Randa Mai, Yukimura Haruki, Osada Steve, Kinoko Hajime, Kazami Ranki, Mira Kurumi, Yusuji Watanabe. Grimme war der zweite Nicht-Japaner, der bei japanischen Events auftreten durfte (East meets West, Department H, Loft plus One, Tokyo Jail etc.). Er ist Begründer der „Hamburger Schule“ für japanische Bondage, in der spielerisch mit dem Seil umgegangen wird – inspiriert von verschiedenen japanischen Bondage-Meistern, aber ohne starres Konzept und stattdessen mit dem Fokus auf gemeinsamer Kommunikation mittels Seilen.
Bis 1998 war Grimme Mitorganisator der „Les Fleurs du Mal“-Partys, der ersten öffentlichen SM-Party-Reihe in Deutschland. Seit 1999 war er Mitorganisator der „Respekt!“-Partys in Hamburg - die Partyreihe wurde eingestellt. Seit 1998 bietet er – sowohl in Deutschland als auch im Ausland – Workshops und Performances zum Thema BDSM und zu japanischer Bondage an, und seit 2000 fotografiert und filmt er für das von ihm initiierte Bondage Project und betreibt Rope Art. Er war seit 2012 Pressesprecher der inzwischen aufgelösten Bundesvereinigung Sadomasochismus. Zusammen mit Andrea Grimme betrieb er bis 2013 das Piercing- und Branding-Studio „Stahl Stich/Kiss of Fire“.
Grimme ist seit 1999 mit Andrea Grimme verheiratet und lebt in Hamburg. Mit seiner Bondage-Partnerin Nicole (Künstlername Ropecat) arbeitet er seit 2000 bei Performances und Workshops zusammen. Im Jahr 2025 feiert er mit Ropecat nach über 1000 Shows das 25-jährige Bühnenjubiläum.
Bei der BoundCon 2017 erhielt Grimme einen Lifetime Award für besondere Verdienste in der Bondage-Szene und sein Lebenswerk. 2010 erhielt Grimme zusammen mit Andrea Grimme für „Das Session-Kochbuch“ einen European Fetish Award in der Kategorie „Best Idea/Best Startup 2010“.
Grimme ist ein Urenkel des Schriftstellers und Botanikers Friedrich Wilhelm Grimme.

## Werke (Auswahl)
- Das SM-Handbuch. Charon-Verlag, Hamburg 2014 (11. Auflage), ISBN 978-3-931406-01-1.
- Das Bondage-Handbuch. Anleitung zum einvernehmlichen Fesseln. Charon-Verlag, Hamburg 2012 (9. Auflage), ISBN 978-3-931406-71-4.
- Japan-Bondage – Bondage-Handbuch Spezial. Charon-Verlag, Hamburg 2011, ISBN 978-3-931406-70-7.
- Das SM-Handbuch Spezial 1 (Hrsg.). Charon-Verlag, Hamburg 2005, ISBN 978-3-931406-44-8.
- SM-Handbuch Spezial 2 – Das Session Kochbuch (Hrsg. zusammen mit Andrea Grimme). Charon-Verlag, Hamburg 2009, ISBN 978-3-931406-46-2.
- Käufliche Träume. Erfahrungen mit Pornografie. Rowohlt-Taschenbuchverlag, Reinbek 1988, ISBN 3-499-18210-6.
- Die ungleichen Brüder. Zum Verhältnis zwischen schwulen und heterosexuellen Männern. Rororo-Verlag, Reinbek 1988, ISBN 3-499-18226-2 (zusammen mit Elmar Kraushaar)
- Außerdem ist Grimme Herausgeber der Buchreihe Böse Geschichten & schmutzige Fotos – bisher 35 Bände im Charon Verlag.